# Dominik Markowitz
Dominik Markowitz (* 23. Juni 1987 in Mainz) ist ein deutscher Koch.

## Leben
Nach seiner Ausbildung im Restaurant „St. Urban“ im Hotel Deidesheimer Hof arbeitete Markowitz im Restaurant „Schwarzer Hahn“, bevor er 2011 zu Tim Meierhans und später Philipp Stein ins Favorite Restaurant nach Mainz wechselte.
Seit 2014 ist Dominik Markowitz im Restaurant le Corange im Modehaus der Engelhorn KGaA.
2017 erhielt das le Corange unter Markowitz als Küchenchef den ersten Michelin-Stern. 2016 vergab der Gault-Millau 16 von 20 möglichen Punkten.

## Auszeichnungen
- 2016: 16 Punkte im Gault-Millau 2017
- 2017: Einen Stern im Guide Michelin 2018